# 動き
| ウィキペディアには「動き」という見出しの百科事典記事はありません（タイトルに「動き」を含むページの一覧/「動き」で始まるページの一覧）。 代わりにウィクショナリーのページ「動き」が役に立つかもしれません。 |